# Јован Дамјановић
Јован Дамјановић (Книн, 4. октобар 1982) је бивши српски фудбалер, а садашњи фудбалски тренер. Играо је на позицији нападача.

## Клупска каријера
Почео је да тренира фудбал са девет година у београдском Синђелићу, а потом је прошао млађе категорије Црвене звезде. Након млађих селекција Црвене звезде, био је на позајмици у никшићкој Сутјесци. Почетком 2002. године одлази на шест месеци у друголигаша Раднички из Обреновца. Након тога игра у највишем рангу, Првој лиги СЦГ, за Рад, Железник и чачански Борац.
Лета 2006. одлази у аустријског бундеслигаша Рид. Након годину и по дана у Риду, Дамјановић на полусезони 2007/08. прелази у немачког друголигаша Падерборн. Падерборн је на крају сезоне испао у нижи ранг такмичења, па је Дамјановић сезону 2008/09. провео у трећој лиги Немачке. Након тога је играо за још једног немачког трећелигаша, Вехен Висбаден.
Од 2011. је поново наступао за чачански Борац, затим је током 2012. и 2013. играо у Белорусији за Динамо Минск и Динамо Брест а у лето 2013. се вратио у Србију и потписао за ОФК Београд. У дресу клуба са Карабурме је провео једну полусезону, током које је на девет утакмица у првенству и три у Куп такмичењу постигао четири гола. У фебруару 2014. одлази у кинеског друголигаша Хунан.
Крајем августа 2015. је потписао за суперлигаша Нови Пазар, а јануара 2016. је прешао у Вождовац, одакле након једне полусезоне завршава играчку каријеру.

## Репрезентација
Са репрезентацијом СР Југославије до 18 година је играо на Европском првенству 2001. у Финској где је освојено четврто место. На том турниру Дамјановић је постигао три гола.
Дамјановић је у мају 2011, добио први позив у сениорску репрезентацију Србије. Селектор Владимир Петровић Пижон га је уврстио на списак играча за пријатељске утакмице против Јужне Кореје и Аустралије. Дамјановић је дебитовао за репрезентацију Србије 3. јуна 2011. у Сеулу против Јужне Кореје. Играо је и четири дана касније против Аустралије у Мелбурну, а свој трећи и уједно последњи наступ за национални тим је имао 10. августа 2011. против Русије.

## Након играчке каријере
У јулу 2016. је постављен за директора омладинске школе ФК Вождовац. Након смене Бранка Војиновића у септембру 2018, Дамјановић је постављен за тренера Вождовца, и на тој функцији се задржао три недеље до доласка Драгана Аничића. Вратио се на функцију директора омладинске школе, а у августу 2019. је постављен за спортског директора ФК Вождовац. Након смене Радомира Коковића у марту 2020, Дамјановић је по други пут постављен за тренера Вождовца. На тој функцији је био до 12. априла 2021. године када је смењен.